# Spelifiering
Spelifiering eller spelskipning (eng. gamification) är användandet av spelelement  inom verksamheter som traditionellt inte hör samman med spelande - exempelvis handel, IT, transport eller utbildning (spelifierat lärande). Det är ett sätt att öka interaktionen med ett material, digitalt eller fysiskt, för att därmed öka användarens engagemang för sagda material. Spelifiering är ett fenomen som hämtat mycket inspiration från framförallt datorspel, men som i olika former har funnits långt tidigare. Spelifiering bygger, liksom spel, på frivilligt deltagande.

## Exempel på spelelement
- Avatar: En ställföreträdare / alter ego för spelaren / användaren. Kan vara i form av en liten bild, eller i form av en karaktär / rollperson (en figur som kan förändras efter spelarens eller användarens smak och ofta utvecklas på olika sätt under spelets eller spelifieringens gång). Innebär att deltagaren öppet eller anonymt kan deltaga eller verka under en annan identitet än sin egen. Kan till exempel användas för att ta bort frågor som genus, ålder, gruppering, tillhörighet eller etnicitet.
- Märken (Badges): Belöningar i form av virtuella brickor, plaketter, pokaler etc. erhålls som bevis på att du har uppnått ett specifikt mål. Kan finnas i flera nivåer.
- Poäng: Representerar ett fiktivt värde. Kan även vara i form av kulor, streck, förmåga, liv eller andra icke-monetära enheter som kan samlas och som erhålls för utförd prestation
- Listor/Ligor: Listor med poängräkning eller graderingar av hur väl spelarna presterat i ett spel / en spelifiering.
- Virtuell valuta: Kan växlas in mot exempelvis belöningar (antingen kosmetiska eller praktiskt användbara sådana). Ofta kan virtuell valuta erhållas genom att man samlar på sig den i spelet / spelifieringen, eller genom att man betalar för den med riktiga pengar mot en viss växelkurs.
- Vinst (Reward): Belöning (icke-monetär) som erhålls genom en eller en serie prestationer, eller som kan anskaffas genom inbyte av valuta. Vinsten kan vara verklig (ex. inbjudan att närvara, bonus, rabatt, kupong, fysisk produkt) eller virtuell (ny figur, bonus, erkännande, diplom, liv, ny bana).
- Progressionsmätare: Oftast betecknat XP (Experience Points, erfarenhetspoäng). Används för att tydliggöra en karaktärs / avatars progression, ofta i form av en termometerliknande mätare.
- Match: en utmaning eller omgång där t.ex. en uppgift ska lösas.
- Nivå/Level: När karaktären nått en tillräcklig progression / fått tillräckligt många XP kan den ”levla/stega” upp, oftast genom att välja mellan ett antal nya färdigheter som ger karaktären fördelar i spelet / spelifieringen.
- Färdigheter: Färdigheterna kan antingen vara siffer- / poängbaserade (ex. +1 styrka, +3 intelligens) eller vara i form av ”perks” eller "skills" (namnet varierar). En perk eller skill är en förmåga som ger en tydlig fördel i spelet men som vanligen inte är poängbaserad (ex. förmågan att använda ett nytt vapen i ett spel, förmågan att tillverka olika saker i ett spel, förmågan att träna olika djur i ett spel etc.).

## Fungerande metodik
En nyckel för att spelskipning (införandet av spelskap) som metod ska fungera i en tillämpning är:
- att användarna förstår mekanismen
- att den engagerar användaren

När man spelskipar en verksamhet är realismen en avgörande faktor för att lyckas, att spelarna - som själva är insatta i verksamheten - känner att spelet är "på riktigt".

## Tillämpningar

### Marknadsföring
Spelifiering används ofta inom marknadsföring. Mer än 70 % av de företag som tillfrågades 2013 av Forbes Global 2000 uppgav att de planerar att använda spelifiering för marknadsföring och för att behålla kunder. I november 2011 lanserade till exempel det australiensiska partnerskapet för radio- och onlinemedier Yahoo!7 sin mobilapp Fango / SAP, som tittarna använder för att interagera med programmet genom metoder som registrering och badges. Spelifiering har också använts i kundlojalitetsprogram. 

### Arbete
Spelifiering har använts för att försöka förbättra medarbetarnas produktivitet inom hälso- och sjukvård, finansiella tjänster, transport, myndigheter och andra. I allmänhet avser spelifiering av företag arbetssituationer där "speltänkande och spelverktyg används strategiskt för att integreras med befintliga affärsprocesser eller informationssystem. Och dessa tekniker används för att uppnå positiva resultat för medarbetarna och organisationen".

### Spel på nätet
Spelifiering har använts i viss utsträckning av onlinekasinon. Vissa varumärken använder ett system med stegvisa belöningar för att förlänga spelarnas normala livscykel och uppmuntra till upprepade besök och kontantinsättningar på kasinot i utbyte mot belöningar som free spins och matchningsbonusar på efterföljande insättningar.

### Inspiration
Spelifiering kan användas för idéskapande (strukturerad brainstorming för att generera nya idéer). I en studie vid MIT Sloan fann man att spel som deltagarna hittade på hjälpte dem att generera fler och bättre idéer, och jämförde detta med att bedöma effekten av vetenskapliga artiklar utifrån antalet citeringar i uppföljande studier.A study at MIT Sloan found that fiction games helped participants generate more and better quality ideas, and compared this to evaluating the impact of scientific papers by citation counts in follow-up studies.